# Wisbech St. Mary
Wisbech St. Mary är en civil parish i Storbritannien.   Den ligger i distriktet Fenland i grevskapet Cambridgeshire i riksdelen England, i den sydöstra delen av landet, 130 km norr om huvudstaden London.